# 김유정역
김유정역(金裕貞驛, Gimyujeong station)은 강원특별자치도 춘천시 신동면 증리에 있는 경춘선의 전철역이다. 역 건물은 한옥 형태이며, 특이하게 역 간판과 역내 시설물이 궁서체로 적혀 있다.
구 역사는 철거되지 않고 한국철도공사 선정 준철도기념물로 지정되어 보존되어 있으며, 내부에는 여러 철도 비품들이 전시되어 있다. 무궁화호 객차 2량과 디젤 기관차 7160호가 보존되어 있다.

## 역명 유래
1939년 개업 당시에는 역 소재지가 춘천시 신남면이어서 신남역이라는 이름으로 개업하였으나 신남면과 동내면이 신동면으로 합쳐진 이후에도 역의 이름은 계속 유지되었다. 신남이라는 명칭은 현재 춘천시 시내버스 행선지 노선상(67번)으로도 남아 있다. 이후에 이 지역 출신의 소설가 김유정을 기념하기 위해 2004년 12월 1일에 김유정역으로 역명을 변경했다. 대한민국에서 인물 이름을 철도역 이름으로 삼은 첫 번째 사례이다.

## 역사
- 1939년 7월 20일 : 신남역(新南驛)으로 영업 개시[2]
- 2004년 12월 1일 : 김유정역으로 역명 변경[3]
- 2010년 9월 1일 : 화물 취급 중지[4]
- 2010년 12월 21일 : 수도권 전철 경춘선 개통과 함께 전철역이 됨. 철도승차권 단말기 철거.[5]

## 역 구조
승강장은 2면 4선의 쌍섬식 승강장이 있는 지상역이다. 스크린도어가 설치되어 있다.

### 승강장
| ↑ 강촌          |
| ４３ \| ２１ \| |
| 남춘천 ↓        |

| 1·2 | ● 수도권 전철 경춘선 | 남춘천 · 춘천 방면        |
| 3·4 | ● 수도권 전철 경춘선 | 강촌 · 상봉 · 청량리 방면 |

## 역 주변
| 나가는 곳 | 방면                                       |
| --------- | ------------------------------------------ |
| 1         | 신동면행정복지센터 김유정마을 김유정문학촌 |

## 이용객 변동
2010년 자료는 개통일인 2010년 12월 21일부터 12월 31일까지인 11일치만이 반영된 것이다.
| 노선   | 노선 | 일평균 인원수 (명/일) | 일평균 인원수 (명/일) | 일평균 인원수 (명/일) | 일평균 인원수 (명/일) | 일평균 인원수 (명/일) | 일평균 인원수 (명/일) | 일평균 인원수 (명/일) | 일평균 인원수 (명/일) | 일평균 인원수 (명/일) | 일평균 인원수 (명/일) | 일평균 인원수 (명/일) | 일평균 인원수 (명/일) | 일평균 인원수 (명/일) | 일평균 인원수 (명/일) | 각주  |
| 노선   | 노선 | 2010년                | 2011년                | 2012년                | 2013년                | 2014년                | 2015년                | 2016년                | 2017년                | 2018년                | 2019년                | 2020년                | 2021년                | 2022년                | 2023년                | 각주  |
| ------ | ---- | --------------------- | --------------------- | --------------------- | --------------------- | --------------------- | --------------------- | --------------------- | --------------------- | --------------------- | --------------------- | --------------------- | --------------------- | --------------------- | --------------------- | ----- |
| 경춘선 | 승차 | 241                   | 282                   | 332                   | 510                   | 619                   | 583                   | 552                   | 562                   | 470                   | 441                   | 279                   | 321                   | 373                   | 407                   | [ 6 ] |
| 경춘선 | 하차 | 234                   | 304                   | 351                   | 526                   | 623                   | 669                   | 677                   | 639                   | 530                   | 499                   | 308                   | 354                   | 411                   | 448                   | [ 6 ] |

## 사진

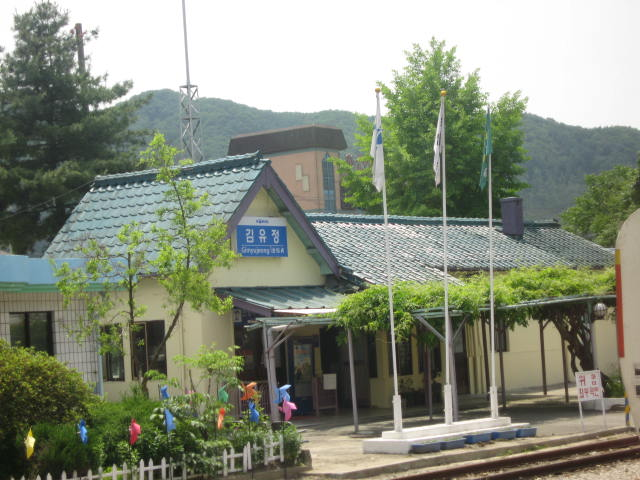
김유정역 구 역사
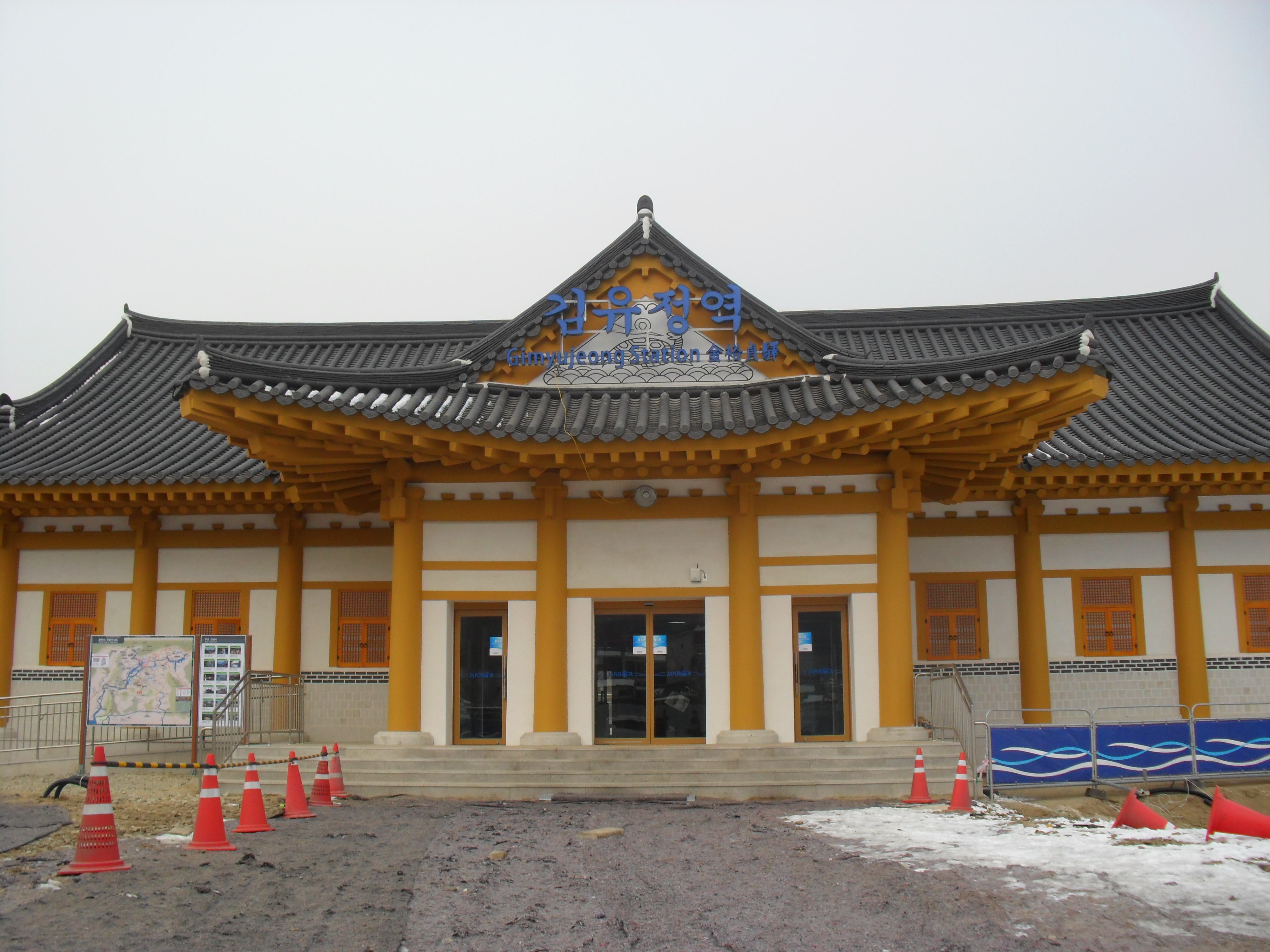
김유정역 신 역사
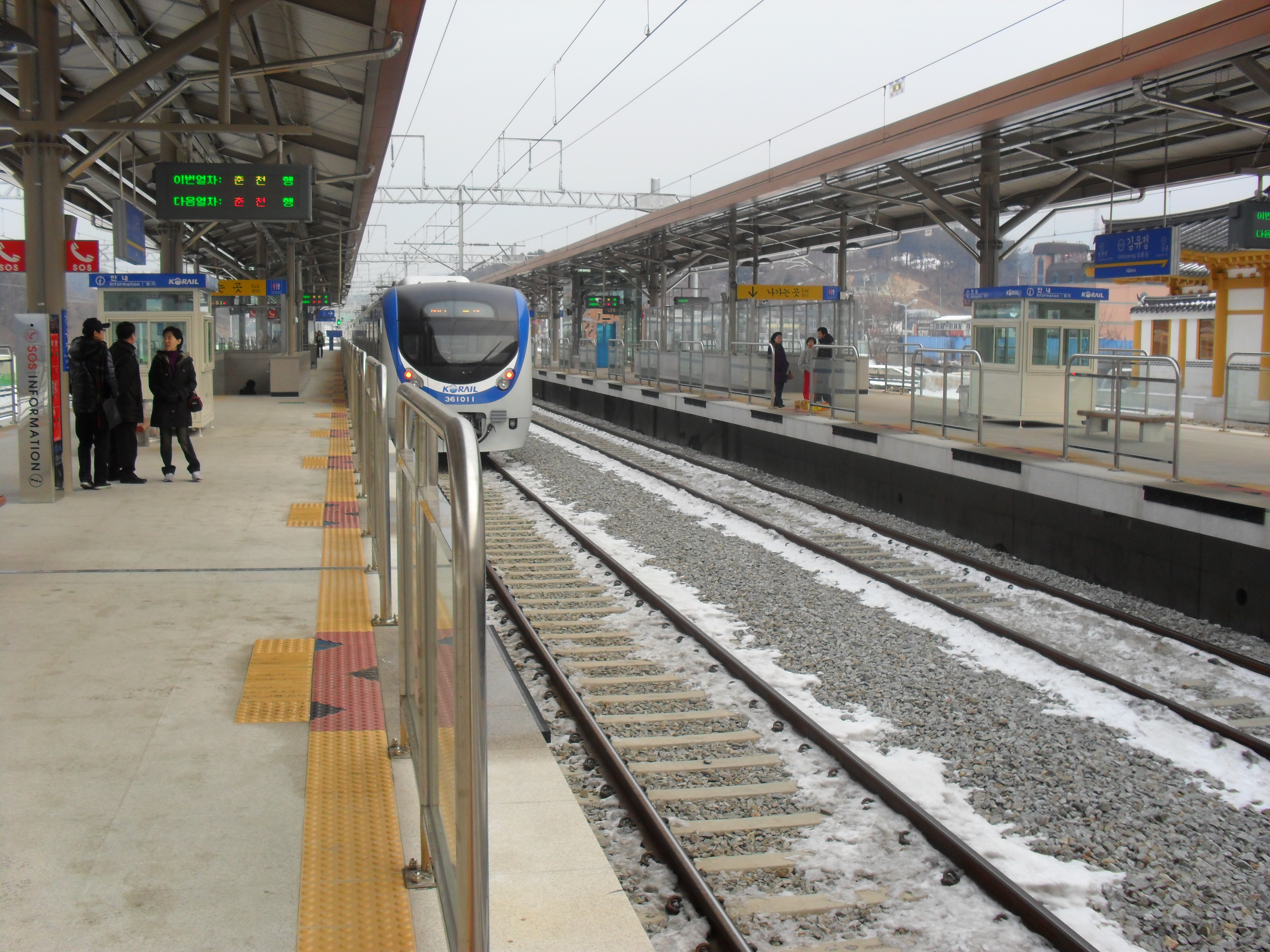
김유정역 승강장 (스크린도어 설치 전)
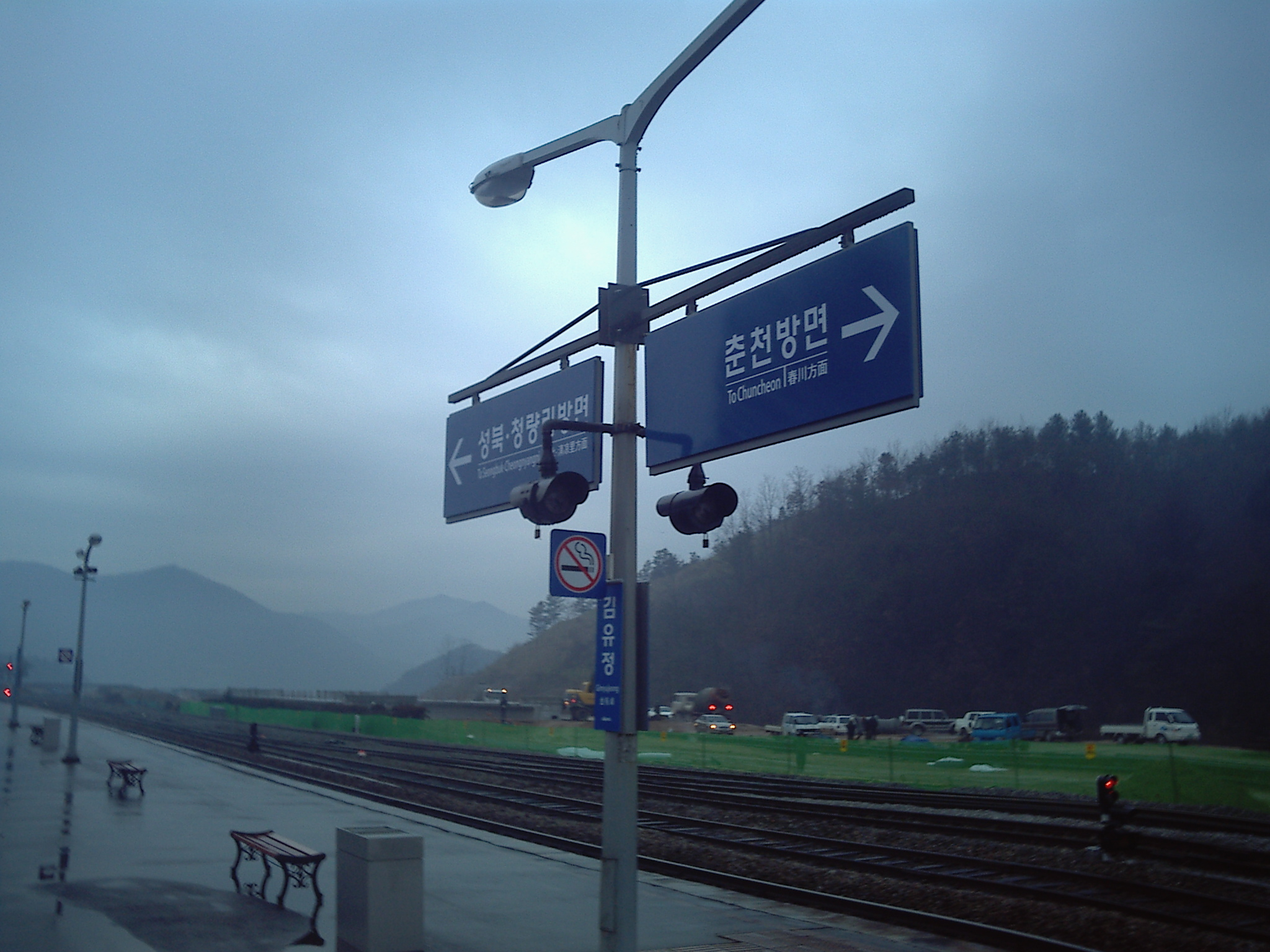
정거장. 2008년 1월 8일.

## 인접한 역
| 경춘선                                | 경춘선                    | 경춘선                |
| ------------------------------------- | ------------------------- | --------------------- |
| P137 강촌 상봉 · 청량리 · 광운대 방면 | ● 수도권 전철 경춘선 완행 | P139 남춘천 춘천 방면 |

## 같이 보기
- 김대중컨벤션센터역 - 대한민국에서 2번째로 철도 역명에 인명이 들어간 역
- 낙성대역 - 대한민국에서 인명이 들어간 병기역명
- 김유정
- 김유정문학촌
- 상록수역 - 문학 작품 이름을 최초로 사용한 역